# Buffalo Springfield
Buffalo Springfield («Баффало Спрингфилд») — американский музыкальный коллектив, образовавшийся в 1966 году в Лос-Анджелесе, Калифорния, исполнявший фолк-рок с элементами музыки кантри и заложивший основы жанра, получившего название кантри-рок, соединив «вольномыслие и поэтический язык Гринвич-Виллидж с энергией и инструментарием рок-н-ролла». Карьера группы длилась чуть более двух лет, но её немногочисленные релизы оказали заметное влияние на формирование калифорнийской музыкальной сцены и развитие американского рока в целом. Участники Buffalo Springfield — Стивен Стиллз, Нил Янг, Ричи Фьюрей и Джим Мессина — после распада группы добились успеха — как в составе своих групп (Crosby Stills & Nash, Poco, Loggins & Messina), так и на сольном поприще.

## История группы
История Buffalo Springfield началась в 1965 году, когда Стивен Стиллз, после ухода из университета исколесивший страну с гитарой (и познакомившийся по пути с Нилом Янгом), стал в Нью-Йорке участником фолк-группы The Au Go Go Singers, где уже выступал Ричи Фьюрей. К концу года Стиллз оказался в Лос-Анджелесе, где безуспешно попытался собрать группу с Ван Дайком Парксом, а в начале 1966 года к нему в этих попытках присоединился приехавший сюда Фьюрей.
В феврале 1966 в Лос-Анджелес приехал Нил Янг, познакомившийся со Стиллзом за год до этого, ещё будучи участником виннипегской группы The Squires. Некоторое время квартет (в состав которой вошёл также Брюс Палмер), называл себя The Herd. Но — «Мы жили на лос-анджелесской Файнтейн-авеню, рабочие вскрывали одну улицу за другой, меняя асфальт, и по ним двигались большие паровые катки, по бокам у которых красовались два слова: Buffalo Springfield», — так объяснял Фьюрей историю происхождения нового названия коллектива. Состав оформился окончательно, когда в него, по предложению Янга, был включен ещё один канадец, Дьюи Мартин (экс-Dillard).
Взяв название для группы с парового катка фирмы Buffalo-Springfield Roller, припаркованного напротив дома их продюсера, Барри Фридмана, Buffalo Springfield дебютировали в клубе The Troubadour в Лос-Анджелесе 11 апреля 1966 года, а через несколько дней отправились в короткое турне по Калифорнии в качестве разогревающей группы для The Dillards и The Byrds.

## После распада
В 1997 году группа была включена в Зал славы рок-н-ролла.

## Дискография

### Студийные альбомы
| Год  | Об альбоме                                                              | US | FRA |
| ---- | ----------------------------------------------------------------------- | -- | --- |
| 1966 | Buffalo Springfield - Дата выпуска: Октябрь 1966 - Лейбл: Atco Records  | 80 | 122 |
| 1967 | Buffalo Springfield Again - Дата выпуска: 30 октября 1967 - Лейбл: Atco | 44 | —   |
| 1968 | Last Time Around - Дата выпуска: 30 июля 1968 - Лейбл: Atco             | 42 | —   |

### Сборники
| Год  | Об альбоме                                                                                          | US  | Сертификации                         |
| ---- | --------------------------------------------------------------------------------------------------- | --- | ------------------------------------ |
| 1969 | Retrospective: The Best of Buffalo Springfield - Дата выпуска: 10 февраля 1969 - Лейбл: Atco        | 42  | - RIAA: Платиновый - BPI: Серебряный |
| 1973 | Buffalo Springfield - Дата выпуска: 12 ноября 1973 - Лейбл: Atco                                    | 104 |                                      |
| 2001 | Buffalo Springfield (box set) - Дата выпуска: 17 июля 2001 - Лейбл: Rhino                           | 194 |                                      |
| 2018 | What's That Sound? Complete Albums Collection (box set) - Дата выпуска: 29 июня 2018 - Лейбл: Rhino | —   |                                      |

### Синглы
| Год                                         | Название                                                   | Высшая позиция в чартах | Высшая позиция в чартах | Высшая позиция в чартах | Сертификации      | Альбом                    |
| Год                                         | Название                                                   | US                      | CAN                     | NZ                      | Сертификации      | Альбом                    |
| ------------------------------------------- | ---------------------------------------------------------- | ----------------------- | ----------------------- | ----------------------- | ----------------- | ------------------------- |
| 1966                                        | «Nowadays Clancy Can't Even Sing» b/w «Go and Say Goodbye» | 110                     | 75                      | —                       |                   | Buffalo Springfield       |
| 1966                                        | «Burned» b/w «Everybody’s Wrong»                           | —                       | —                       | —                       |                   | Buffalo Springfield       |
| 1967                                        | «For What It's Worth»                                      | 7                       | 5                       | 19                      | - BPI: Платиновый | Buffalo Springfield       |
| 1967                                        | «Bluebird» b/w «Mr. Soul»                                  | 58                      | 38                      | —                       |                   | Buffalo Springfield Again |
| 1967                                        | «Rock 'n' Roll Woman» b/w «A Child’s Claim to Fame»        | 44                      | 37                      | —                       |                   | Buffalo Springfield Again |
| 1967                                        | «Expecting to Fly» b/w «Everydays»                         | 98                      | 41                      | —                       |                   | Buffalo Springfield Again |
| 1968                                        | «Uno Mundo» b/w «Merry-Go-Round»                           | 105                     | —                       | —                       |                   | Last Time Around          |
| 1968                                        | «Special Care» b/w «Kind Woman»                            | 107                     | —                       | —                       |                   | Last Time Around          |
| 1968                                        | «On the Way Home» b/w «Four Days Gone»                     | 82                      | 86                      | —                       |                   | Last Time Around          |
| «—» обозначает, что сингл не попал в чарты. |                                                            |                         |                         |                         |                   |                           |

### Саундтреки
Композиция «Expecting to Fly» вошла в саундтрек фильма «Страх и ненависть в Лас-Вегасе».